# Passe aveugle
Dans les sports de ballon en équipe, la passe aveugle consiste à envoyer la balle à un coéquipier tout en regardant dans une autre direction, afin de troubler l'adversaire.
Au football,  l'Algérien Lakhdar Belloumi en est l'inventeur. 